# Manuals Haynes
Els manuals Haynes són una sèrie de manuals pràctics publicats per Edicions Haynes l'objectiu de la reparació d'automòbils per part de professionals o d'afeccionats al Bricolatge competents. Encara que aquesta sèrie (que cobreix una ampla gamma – 300 models de cotxes i 130 models de motocicletes – de marques, de models i d'anys) està dedicada sobretot a la construcció, el manteniment i la reparació dels vehicles d'automoció, comprèn també manuals sobre els homes, els nadons, el sexe i les dones.
Els manuals en relació amb els vehicles automocions parteixen del desmuntatge i muntatge del vehicle estudiat i comporten instruccions pas a pas, acompanyades de diagrames i de fotografies d'un muntatge real.
Els manuals Haynes han estat publicats en quinze llengües.